# Titus Eliëns
Titus Maria Eliëns (Veghel, 24 februari 1954) is een Nederlands kunsthistoricus. Eliëns was werkzaam als hoofd collecties voor het Kunstmuseum Den Haag en bijzonder hoogleraar aan de Universiteit Leiden op het gebied van de geschiedenis van industriële vormgeving.
In 1990 promoveerde Eliëns aan de Universiteit Leiden op negentiende-eeuwse tentoonstellingen over Nederlandse kunstnijverheid. Eliëns ging per 1 februari 1994 aan de slag als hoofdconservator en hoofd van de afdeling kunstnijverheid van het Kunstmuseum. In 1997 werd hij benoemd tot bijzonder hoogleraar aan de Universiteit Leiden op het gebied van industriële vormgeving in relatie tot de kunstnijverheid Eliëns uitte kritiek op het verzamelbeleid van musea en brak in 1997 een lans voor het 'ontzamelen', het afstoten van objecten.
Eliëns is lid van de op 1 januari 2024 opgerichte Commissie Beschermde Cultuurgoederen, die het Ministerie van Onderwijs, Cultuur en Wetenschap adviseert over de bescherming van particulier roerend erfgoed.

## Publicaties (selectie)
- Kunst, nijverheid, kunstnijverheid. De nationale nijverheidstentoonstellingen als spiegel van de Nederlandse kunstnijverheid in de negentiende eeuw, 1990
- H.P. Berlage (1856-1934). Ontwerpen voor het interieur,  1998
- Modern glas in Nederland/Modern Glass in the Netherlands 1880-1940, 2002
- Berlage in het Noorden. Een raadhuis voor Usquert, 2011
- Delfts aardewerk. Zesdelige boekenreeks i.s.m. Marion van Aken-Fehmers, 1999-2013

## Tentoonstellingen (selectie)
- Wonen op de Kaap en in Batavia[6], 2002
- Berlage Totaal![7], 2010
- Keizerlijk porselein uit Shanghai[8], 2011

- Bibsys: 90736938
- Bibliothèque nationale de France: cb13483838j (data)
- CiNii: DA07971212
- Gemeinsame Normdatei: 143521551
- International Standard Name Identifier: 0000 0001 2118 0846
- Library of Congress Control Number: n92004410
- Nationale Bibliotheek van Letland: 000050583
- Nationale Bibliotheek van Israël: 987007427042905171
- Nederlandse Thesaurus van Auteursnamen: 075199254
- Réseau des bibliothèques de Suisse occidentale: 02-A003214225
- RKD-Nederlands Instituut voor Kunstgeschiedenis: 345414
- Système universitaire de documentation: 035540133
- Union List of Artist Names: 500637779
- Virtual International Authority File: 2623094
- WorldCat: E39PBJwtqvt6Q9rrwgRMt3t9Xd